# پژو ۳۰۱ (۱۹۳۲)
پژو ۳۰۱ (Peugeot ۳۰۱) خودرویی است که از سال ۱۹۳۲ تا ۱۹۳۶ توسط کمپانی فرانسوی پژو تولید می‌شد و ۷۰٬۴۹۷ دستگاه از آن تولید شده‌است.
طراحی آن خودروهای موتور جلو-محور عقب بوده طول آن در حالت طبیعی ۴٬۰۰۰ میلیمتر (۱۵۷٫۵ اینچ) و عرض آن در حالت طبیعی ۱٬۴۴۰ میلیمتر (۵۶٫۷ اینچ) است.
موتور آن ۱۴۶۵ سی‌سی است.

## نسخهٔ بعدی
گرچه جانشین این خودرو، پژو ۳۰۲ است، اما پژو در سال ۲۰۱۲ خودرویی با همین نام را معرفی کرد که قرار بود پاییز سال ۹۶ وارد بازار ایران بشود. به‌گفتهٔ مدیرعامل ایران‌خودرو، قیمت پژو ۳۰۱ جدید قرار بود معادل ۵۸ میلیون تومان باشد.پژو ۳۰۱ جدید اولین خودروی پژو است که راهبرد اصلاح سیستم نام گذاری را با استفاده از X01 و X08 آغاز می‌کند تا مدل‌های بازارهای در حال ظهور و مدل‌های سنتی بازار را نشان دهد.